# Mary Ann en automne
Mary Ann en automne (titre original : Mary Ann in Autumn) est un roman de l'écrivain américain Armistead Maupin paru aux États-Unis en 2010 aux éditions Harper Collins et en France en 2011 aux éditions de l'Olivier. Il a ensuite été réédité au format poche aux éditions Points en 2012. Il est dédié à Laura Linney, actrice qui joue le rôle de Mary Ann Singleton dans la série télévisée adaptée des premiers volumes des Chroniques de San Francisco.

## Résumé
Mary Ann Singleton revient à San Francisco vingt ans après l'avoir quittée. Elle s'est séparée de son mari qui l'a trompée avec son coach de vie et un cancer la ronge. Elle retrouve son meilleur ami Michael Tolliver ainsi que les personnages principaux des autres volumes des Chroniques de San Francisco. Peu à peu, son passé la rattrape jusqu'à une rencontre inattendue.